# John Whitney Barlow
John Whitney Barlow, ameriški general, * 26. junij 1838, † 27. februar 1914.
Med in po ameriški državljanski vojni se je izkazal s svojimi inženirskimi sposobnostmi.

## Življenjepis
Maja 1861 je diplomiral na Vojaški akademiji ZDA. Sprva je postal artilerijski častnik, pri čemer se je izkazal kot pripadnik Konjeniške artilerijske brigade, a je bil nato julija 1862 premeščen k topografskim inženircem. Med ameriško državljansko vojno je nadzoroval gradnjo fortifikacij, izvajal znanstvene raziskave rek Missouri in Yellowstone, izboljšal pristanišča, gradil kanale,...
Kot višji ameriški predstavnik je bil član mednarodne komisije, ki je v letih 1892-96 ponovno začrtala mejo z Mehiko. 2. maja 1901 je bil povišan v brigadnega generala in hkrati imenovan za načelnika inženircev ter poveljnika Korpusa inženirjev Kopenske vojske ZDA, a se je že naslednji dan (3. maja 1901) upokojil iz vojaške službe po 40 letih službe. 
27. februarja 1914 je umrl v Jeruzalemu (Palestina), na kar so njegovo truplo prepeljali nazaj v ZDA, kjer so ga pokopali na Nacionalnem pokopališču Arlington.
Po njem so poimenovali baterijo Barlow-Saxton v Fort MacArthurju in goro Barlow Peak v Narodnem parku Yellowstone.